# Strzelectwo na Letnich Igrzyskach Olimpijskich 1956
Strzelectwo na Letnich Igrzyskach Olimpijskich 1956 w Melbourne rozgrywane było w dniach 29 listopada – 5 grudnia. W zawodach wzięło udział 156 strzelców (wyłącznie mężczyzn) z 37 krajów. Srebrny medal dla Polski zdobył Adam Smelczyński.

## Medaliści
| Konkurencja                                           | Złoto             | Wynik   | Srebro              | Wynik   | Brąz                  | Wynik |
| Pistolet szybkostrzelny, 25 m (szczegóły)             | Ștefan Petrescu   | 587 RO  | Jewgienij Czerkasow | 585     | Gheorghe Lichiardopol | 581   |
| Pistolet dowolny, 50 m (szczegóły)                    | Pentti Linnosvuo  | 556 RO  | Machmud Umarow      | 556 RO  | Offutt Pinion         | 551   |
| Karabin małokalibrowy leżąc, 50 m (szczegóły)         | Gerald Ouellette  | 600     | Wasilij Borisow     | 599     | Gilmour Boa           | 598   |
| Karabin małokalibrowy, trzy postawy, 50 m (szczegóły) | Anatolij Bogdanow | 1172 RO | Otakar Hořínek      | 1172 RO | John Sundberg         | 1167  |
| Karabin dowolny, trzy postawy, 300 m (szczegóły)      | Wasilij Borisow   | 1138 RO | Allan Erdman        | 1137    | Vilho Ylönen          | 1128  |
| Biegnący jeleń, 100 m (szczegóły)                     | Witalij Romanenko | 441 RO  | Olof Sköldberg      | 432     | Władimir Siewriugin   | 429   |
| Trap (szczegóły)                                      | Galliano Rossini  | 195 RO  | Adam Smelczyński    | 190     | Alessandro Ciceri     | 188   |

## Klasyfikacja medalowa zawodów
| Lp. | Państwo           |   |   |   | Razem |
| --- | ----------------- | - | - | - | ----- |
| 1.  | ZSRR              | 3 | 4 | 1 | 8     |
| 2.  | Finlandia         | 1 | 0 | 1 | 2     |
| 2.  | Kanada            | 1 | 0 | 1 | 2     |
| 2.  | Rumunia           | 1 | 0 | 1 | 2     |
| 2.  | Włochy            | 1 | 0 | 1 | 2     |
| 6.  | Szwecja           | 0 | 1 | 1 | 2     |
| 7.  | Czechosłowacja    | 0 | 1 | 0 | 1     |
| 7.  | Polska            | 0 | 1 | 0 | 1     |
| 9.  | Stany Zjednoczone | 0 | 0 | 1 | 1     |